# Неукротимый
«Неукроти́мый» (фр. Le Battant) — французский кинофильм, третья и последняя режиссёрская работа Алена Делона. Экранизация одноимённого романа Андрэ Кароффа. Фильм посвящается французскому кинорежиссёру Рене Клеману.

## Сюжет
Совершено ограбление ювелирного магазина. Украденные бриллианты полиция не нашла. Главный герой, Жак Дарне, оказался за решёткой. Выйдя через 8 лет на свободу, он сразу становится объектом внимания двух группировок: мафии и полиции. Каждая из них хочет заполучить спрятанные драгоценности, не делясь с другими.

## В ролях
| Актёр               | Роль              |
| ------------------- | ----------------- |
| Ален Делон          | Жак Дарне         |
| Анн Парийо          | Натали            |
| Франсуа Перье       | Джино Руджери     |
| Пьер Монди          | Руксель           |
| Ришар Анконина      | Себастьен Саматан |
| Мари-Кристин Декуар | Кларисса          |
| Андреа Ферреоль     | Сильвиана Шабри   |
| Жерар Эрольд        | Жерар Сова        |
| Жан-Франсуа Гарро   | Прадье            |
| Мишель Бон          | Пьер Миньо        |

## Видеоиздания
На лицензионном DVD фильм в России выпустила фирма «CP Digital».